# Porto Venere
Porto Venere (do leta 1991 Portovenere ) je mesto in občina na italijanski ligurski obali v pokrajini La Spezia. Obsega tri vasi Fezzano, Le Grazie in Porto Venere ter tri otoke Palmaria, Tino in Tinetto. Leta 1997 so bili mesto Porto Venere in vasi Cinque Terre vpisani na Unescov seznam svetovne dediščine.

## Zgodovina
Verjetno naj bi stari Portus Veneris segal vsaj sredi 1. stoletja pred našim štetjem. Rečeno je, da se ime nanaša na tempelj boginji Venere, ki je bila nameščena na vhodu, kjer stoji cerkev apostola Petra. Ime je povezano tudi s spominom na puščavnika svetega Venerija. V rimskih časih je bilo mesto v bistvu ribiška skupnost.
Po padcu zahodnega rimskega cesarstva je Porto Venere postal baza bizantinskega ladjevja v severnem Tirenskem morju, vendar so ga Langobardi uničili leta 643. Kasneje je bilo mesto pogosto tarča Saracenskih napadov. Prvi znaki obstoja gradu segajo v leto 1113, leta 1161 je bilo postavljeno obzidje. Porto Venere je postal fevd družine iz Vezzana, preden je prestopil v Genovo v začetku 12. stoletja. Leta 1494 je utrpel uničujoče bombardiranje aragonskega ladjevja med vojno z Genovo: pozneje je star del mesta nazadoval, kar je pripomoglo k razvoju Borgo Nuovo ('novo okrožje'), ki je obstajalo že od leta 1139 okoli cerkve sv. Petra.
2. decembra 1797, ko so Francozi uveljavili svojo oblast v Italiji, je mesto postalo del departmaja Venerin zaliv, z glavnim mestom v La Speziji, v Ligurski republiki, ki je bila priključena Prvemu francoskemu cesarstvu. Od 28. aprila 1798 je z novim francoskim zakonom ozemlje Portovenera padlo v sedmi kanton od leta 1803 kot glavno mesto v pristojnosti Venerinega zaliva in glavno središče tretje države Venerinega zaliva pod jurisdikcijo Venerinega zaliva. Od 13. junija 1805 do 1814 je bil vključen v departma Apenini. Na tej točki je leta 1812 postal del obalne poti, imenovane Route Napoleon, v čast francoskega generala in zdaj znana kot lokalna cesta 530, ki še vedno povezuje morski center z La Spezio preko Fezzana, Le Grazie in Terizza.
Leta 1815 je bilo mesto vključeno v Kraljevino Sardinijo v skladu z odločitvami dunajskega kongresa iz leta 1814 in kasneje od leta 1861 v Kraljevino Italijo. Od 1859 do 1927 je bilo ozemlje vključeno v prvo okrožje La Spezia, del vzhodnega okrožja pokrajine Genova in nato z ustanovitvijo leta 1923 v pokrajino La Spezia.
Leta 1998 je bil, zaradi svoje arhitekturne dediščine in narave, vpisan na seznam zaščitenih območij svetovne dediščine z zgodovinskim središčem Rolli v Genovskem zgodovinskem središču, od leta 2001 pa je tudi del istoimenskega regionalnega naravnega parka. 

## Grb
Občinski grb je bil sprejet s posebnim odlokom vodje vlade 19. aprila 1933. Poleg emblema in pasice mesta je križ sv. Jurija tudi simbol državljanske in zgodovinske skupnosti Porto Venere, vključno s praporom z grbom (barva Genove sta zastavi treh stolpov) in želi poudariti sekularno zavezništvo vasi z antično republiko Genova. Ta "cilj" je omenjen tudi v občinski listini.

## Geografija
Kraj leži na južnem koncu polotoka, ki se je oddaljil od razcepljene obale Riviera di Levante, ki tvori zahodni vrh zaliva La Spezije. Na koncu tega polotoka so trije majhni otoki: Palmaria, Tino in Tinetto; samo del otoka Palmaria, ki leži neposredno nasproti Porto Venera, je delno naseljen.
Na severu meji z občino La Spezia, na jugu, zahodu in vzhodu ga obliva Sredozemsko morje. Je približno 3,2 km južno od La Spezie in 72 km jugovzhodno od Genove.
Obstaja transportni sistem s kanalizacijskimi rešetkami in črpalkami, ki potiskajo odpadke v podmorski cevovod, ki prihaja ven približno 200 metrov nad konico sv. Petra. Močen tok in velika globina izpusta, približno 35 metrov, prispevata k hitri disperziji tekočine.
Plaže območja so turistična atrakcija.
Podnebje je tipično sredozemsko, poletno toplo in hladno v zimskih mesecih. Padavine so lahko zelo obilne zlasti v jeseni in spomladi, zaradi orografije Riviera di Levante. Območje otoka Portovenere-Palmaria je edina točka v Ligurijskem morju med otokom Elba in otoki Hyères v Franciji. Zato tudi strateška vloga v zgodovini pomorstva.

## Gospodarstvo
V občini Porto Venere, v Panigagliji, v zalivu Spezia, obstaja naprava, zahvaljujoč kateri lahko uvozijo po morju, v tekočem stanju, naravni plin, kot tudi utekočinjeni zemeljski plin. Porto Venere je mesto, ki živi predvsem od turizma, gostinstva in dejavnosti, povezane s turistično nastanitvijo. V zadnjih letih so postali zelo pomembne dejavnosti hoteli, nočitev z zajtrkom, gostišča in stanovanja. Zelo priljubljena nakupovalna promenada v pristanišču Doria in slikovito Alley ter panoramski pogled na cerkev sv. Petra in grad Doria. Pristanišče Porto Venere, čeprav je najmanjše v Liguriji, je v poletni sezoni vedno razprodano in gosti tudi številne znane osebnosti.

## Znamenitosti
- Gotska cerkev sv. Petra, posvečena leta 1198. Zgrajena je bila preko starokrščanske cerkve iz 5. stoletja, ki je imela pravokoten tloris in polkrožno apsido. Novi del, iz 13. stoletja, je označen zunaj z belimi in črnimi črtami.
- Romanska cerkev sv. Lovrenca, ki jo je leta 1098 postavil Genovežan. Verjetno je na mestu antičnega templja, posvečenega Jupitru. Cerkev je bila poškodovana v požaru leta 1340 in v napadu Aragoncev leta 1494, leta 1582 jo bila obnovljena.
- Grad družine Doria z obzidjem okoli zgodovinskega središča.
- Grotta dell'Arpaia (zdaj zrušena), znana kot Byronova jama, v katero je leta 1822 angleški pesnik Byron plaval čez zaliv La Spezia v San Terenzo, da bi obiskal Shelleyja v Lerici.
- Srednjeveško jedro Le Grazie je postavljeno okoli cerkve Marije milosti iz 14. stoletja; v bližini je srednjeveški samostan, ki je nekoč pripadal olivetancem in ostanki rimske vile Varignana iz 1. st. pr. n. št.. Najdbe iz nedavnih izkopavanj v vili so v Antiquarium della Villa Romana del Varignano v mestu Porto Venere.
- V Fezzanu so pomembne srednjeveške pešpoti, skupaj s cerkvijo sv. Janeza Krstnika (1740) in nedavno obnovljeno Villa Cattaneo.

## Naravne znamenitosti
Med naravnimi kraji v Porto Venere so znane morske jame Byronova (Cala dell'Arpaia), Azzurra ali Modra jama (polpotopljena) in Tinetto; votlina Golobov in Tino stena, Dantejeva plitvina in Mali in Veliki potoček. Bayronova jama, poimenovana po angleškem pesniku, v kateri je iskal navdih in meditiral, je v skali pod cerkvijo sv. Petra in stari obrambni legi, je morska jama globoka 5 m in največ 20 m dolga.

### Regionalni naravni park
Regionalni naravni park v Portovenere ponuja edinstveno pokrajino s svojimi visokimi obalami, jamami in vegetacijo, ki v vsakem času prežema atmosfero s spreminjajočimi se odtenki barve. Element, ki združuje in usklajuje vsako podrobnost je morje, včasih mirno in čisto, tako da  deluje kot ogledalo, ki očara z večbarvnimi skalami in galebi, včasih grobo in skoraj jezno. Krona parka je arhipelag s tremi otočki Palmaria, Tino in Tinetto, ki se kopajo v modrem morju s pogledom proti neskončnemu. Ampak park ni le narava, zgodovina je tukaj od prazgodovinskega obdobja z jamo Golobov, do nedavne preteklosti, v kateri je Guglielmo Marconi eksperimentiral pred vasjo s svojimi inovativnimi študijami.

## Ljudje
- Simonetta Vespucci (približno 1453 - 26. april 1476), renesančna Botticellijeva muza
- Lord Byron (1788-1824), pesnik in diplomat
- Gino Montefinale (1881-1974) admiral, pisatelj in umetnik